# Fukaya
Fukaya (jap. 深谷市, -shi) ist eine Stadt im Norden der Präfektur Saitama. Die Stadt ist in Japan bekannt für gute Winterzwiebeln.

## Geographie
Fukaya liegt östlich von Honjo und westlich von Kumagaya.
Der Fluss Tone fließt entlang der nördlichen Stadtgrenze.

## Geschichte
Fukaya war eine Poststation (宿場町 Shukuba-machi) der Nakasendō während der Edo-Zeit.
Die Stadt Fukaya wurde am 1. Januar 1955 gegründet.

## Sehenswürdigkeiten
- Shibusawa-Eiichi-Museum
- Alte Shibusawa-Residenz

## Verkehr
- Straße:
  - Nationalstraße 17: nach Tōkyō oder Niigata
  - Nakasendō
- Zug:
  - JR Takasaki-Linie, Bahnhof Fukaya und Okabe, nach Ueno oder Takasaki

## Söhne und Töchter der Stadt
- Odaka Atsutada (1830–1901), Unternehmer
- Shibusawa Eiichi (1840–1931), Unternehmer
- Shūhei Kawata (* 1994), Fußballspieler
- Rikiya Motegi (* 1996), Fußballspieler
- Momoka Muraoka (* 1997), Para-Skifahrerin und Olympiasiegerin

## Angrenzende Städte und Gemeinden
- Präfektur Saitama
  - Kumagaya
  - Honjō
  - Yorii
  - Ranzan
  - Misato
- Präfektur Gunma
  - Isesaki
  - Ōta

## Städtepartnerschaften
- Fremont, Vereinigte Staaten, seit 1980
- Minami-Uonuma, Japan, seit 1989
- Shunyi, Volksrepublik China, seit 1995
- Tanohata, Japan, seit 1997